# Wolfgang Seidenberg
Wolfgang Seidenberg (ur. 18 marca 1962 roku w Siegburgu) – niemiecki aktor.
Ukończył szkołę dramatyczną Max Reinhardt Seminar w Wiedniu. Występował w teatrach wiedeńskich, m.in. Er hatte Theaterengagements, Schauspielhaus Wien, Landestheater Schleswig-Holstein i regularnie w Bad Hersfelder Festspielen za dyrekcji Petera Lotschaka. Debiutował na dużym ekranie rolą SS-mana w Płaszowie w Lista Schindlera (Schindler's List, 1993). W latach 1995–2011 odtwarzał telewizyjną postać Franka Töppersa w niemieckiej operze mydlanej Das Erste/ARD Marienhof (Pensjonat).